# Języki yele-zachodnionowobrytyjskie
Języki yele-zachodnionowobrytyjskie – postulowana rodzina języków papuaskich. Została uwzględniona przez bazę Ethnologue, nie została natomiast odnotowana przez serwis Glottolog ze względu na brak wystarczających dowodów na pokrewieństwo języków.

## Klasyfikacja[1]
- Języki zachodnionowobrytyjskie
  - język anêm
  - język pele-ata (peleata, uasi)
- Języki yele
  - język yele (yela, rosselski)